# 黃金酒

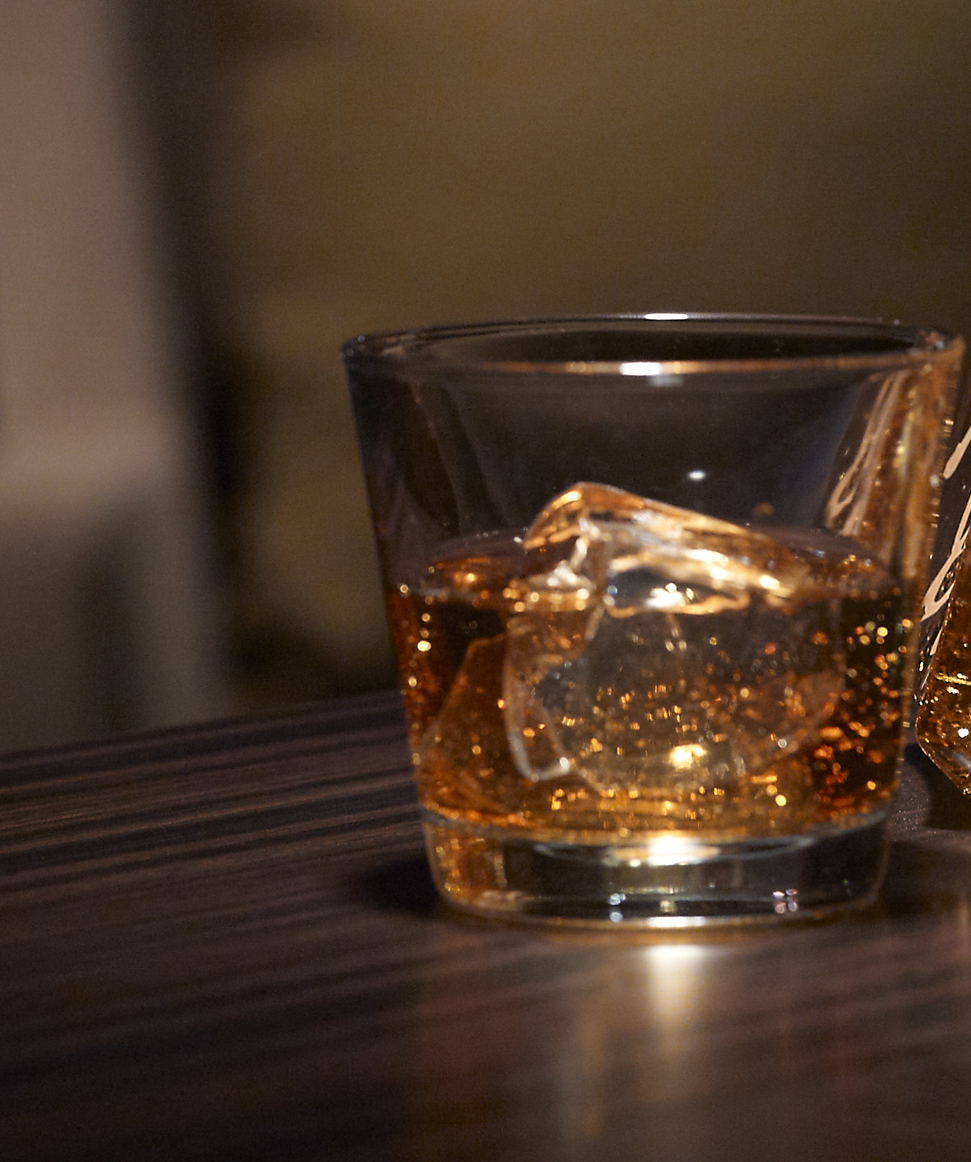
黃金酒

黃金酒是指含有微量黄金的酒(一般为人工加入金粉或金箔)。由於將微量黄金加入酒中能呈現華麗的視覺效果，故世界各地都不乏黃金酒的產品，例如在欧洲长期销售的金施拉格肉桂酒(Goldschläger)和金水酒(Goldwasser)，而某些昂貴的雞尾酒亦有加入金箔。此外，在中國大陸地區也有稱為「黃金酒」的五糧液，但其中並無添加任何可食用金屬。

## 金箔
中國最早記載金箔加工的文獻是明朝的《天工開物》：「凡金箔，每金七厘造方寸金一千片，粘鋪物面，可蓋縱橫三尺，凡造金箔，既成薄片後，包入烏金紙內，竭力揮椎打成。」而現在則是以機械取代人力，一般來說採用物理性的方式製程，先以高溫熔化金塊後，將其製成金條，金條經過滾輪延壓機反覆輾壓成薄片，再夾在烏金紙中間，透過機器或人力反覆捶打，厚度約可從120奈米至150奈米。

但隨著加工技術的演進，現在亦有金箔透過物理氣相沉積法生產，重整黃金的原子結構後，再以磊晶堆疊技術，將金粒子還原成片狀金箔，其厚度約為30奈米。

## 安全性
由于黄金不能被人体消化，所以純粹食用黃金是沒有毒性及刺激性的，但由於金箔中常會混雜許多如鐵、銅......等對人體產生危害的重金屬元素，故將金箔加入酒中必須經過法規的約束。黃金已被歐盟接受可成為食品添加物，用作食品添加劑的金的E編碼為175，但E編碼並非受到各國的一致認同，故大多數的黃金酒安全與否，仍取決於該國的衛生相關機關規定。而在台灣食品添加物的法規規定，金箔純度必須要在90%以上，含銅量4%以下，含銀量7%以下，才符合食用安全性。但也有人体对添加了金的酒品出现过敏反应的案例。

## 功用
傳統醫學很早就有引金入藥的說法，中國古代甚至有服用黃金能延年益壽、長生不老的迷信，而在《本草綱目》中亦提到食金可「主治鎮精神、堅骨隨、通利五臟邪氣，服之神仙。療小兒驚傷，五臟風癲失志，鎮心安魂魄」，但由於缺乏實證，故一般黃金酒中的金箔仍被大眾認為純粹增添視覺效果而已。

然而2013年有科學實驗證實，透過白老鼠實驗，物理氣相沉積法生產的物理製程金箔添加於酒液中，可以減少酒精引起的肝臟損傷，另也有實驗顯示，物理製程金箔添加入酒液中，可縮短酒液熟成時間。
但另外，在中国古典文学中常常将吞金描述成一种自杀的方式。